# アンドリュー・ルーグ・オールダム

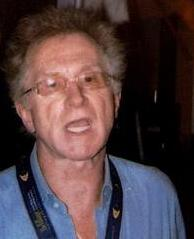
アンドリュー・ルーグ・オールダム

アンドリュー・ルーグ・オールダム（Andrew Loog Oldham、1944年1月29日 - ）は、イングランドの音楽プロデューサー。1960年代にローリング・ストーンズのマネージャーを務めたことで知られる。

## 経歴

### ローリング・ストーンズのマネージャー
オールダムはビートルズのマネージャーだったブライアン・エプスタインの下で宣伝係を担当した後、ローリング・ストーンズのマネージャーになる。彼はマネージャー、音楽プロデューサー、パブリシティ担当の3つの役割を果たし、その手腕でストーンズを国際的な評判へ導いた。
ストーンズを不良スタイルで売り出したのも、キース・リチャーズの名字の末尾から「s」を外して「キース・リチャード」と名乗らせたのも、ピアニストのイアン・スチュアートを正式メンバーから外したのも彼の提案であった。
ストーンズに対するオールダムのスヴェンガーリとしての役割は、ミック・ジャガーとの緊張関係に結びついた。オールダムは初期にジャガーがブライアン・ジョーンズに代わってバンドの主導権を握ることに協力したので、ジャガーは彼の支配下にあって幸福であった。しかし一旦バンドの主導権を握ると、ジャガーはその支配を拒絶するようになる。
1966年になってストーンズに薬物の問題が発生すると、オールダムはストーンズとの契約をアラン・クラインに譲り渡すことを考えるようになる。彼とストーンズは1967年後半に袂を分かち、両者の関係は緊張状態が続いた。後年、ジャガー以外のメンバーとの関係は改善されたが、ジャガーとの関係は変わっていない。

### イミディエイト・レコード
彼は1965年にイミディエイト・レコードを設立した。在籍したミュージシャンやバンドには、クリス・ファーロウ、スモール・フェイセス、P.P.アーノルド、ザ・ナイス、ビリー・ニコルス、ハンブル・パイなどが挙げられる。
彼はスモール・フェイセスのマネージメントも行なった。さらに1969年にスモール・フェイセスを脱退したスティーヴ・マリオットがハンブル・パイを結成する際には協力した。
イミディエイト・レコードは財政危機に陥り、1970年に破産宣告した。

### その他
1990年代にアバの伝記を共著として出版。さらに、『Stoned』（1998年）、『2Stoned』（2001年）、『Rolling Stoned』（2011年）の3作の自伝を出版した。
2014年にロックの殿堂入りを果たした。